# آسورو
آسورو (به ایتالیایی: Assoro) یک کومونه در ایتالیا است که در استان انا واقع شده‌است.

## خصوصیات
آسورو ۱۱۱٫۵۰ کیلومترمربع مساحت و ۵٬۳۲۶ نفر جمعیت دارد و ۸۵۰ متر بالاتر از سطح دریا واقع شده‌است.